# Alois Becker
Alois Becker (* 30. September 1910 in Mettnich; † 26. September 1993) war ein saarländischer Politiker (CDU). Er wirkte unter anderem als Minister.

## Leben
Der in Primstal im heutigen Nonnweiler im Landkreis St. Wendel geborene Alois Becker, Sohn von Elisabeth Becker, geborene Becker, und des Landwirts Johann Becker, war katholisch, besuchte das Friedrich-Wilhelm-Gymnasium in Trier und studierte nach seinem Abitur Rechts- und Staatswissenschaften in Bonn, Königsberg und Köln. Die große juristische Staatsprüfung legte er 1939 ab, bevor er Assessor in Kaiserslautern wurde. Im Zweiten Weltkrieg diente er zuletzt als Bataillonskommandeur, bevor er in Gefangenschaft geriet. 1944 heiratete er Dorothea Jochum. Nach dem Krieg war er Amtsgerichtsrat am Amtsgericht Lebach und am Amtsgericht Wadern sowie im Jahr 1959 Landgerichtsdirektor am Landgericht Saarbrücken. Ebenfalls 1959 wurde er zum Regierungsdirektor im saarländischen Innenministerium ernannt.
Becker, der bereits ab 1952 der damals noch verbotenen saarländischen CDU angehörte, wurde 1960 Ministerialrat, 1961 Ministerialdirektor und Chef der Saarbrücker Staatskanzlei. Nachdem er 1967 zum Staatssekretär ernannt worden war, übernahm er zum 1. Juli 1968 das Amt des saarländischen Justizministers im Kabinett Röder III, das er bis Januar 1974 ausübte. Anschließend war er bis November 1974 Minister für besondere Aufgaben. Während seiner Ministerzeit hatte er außerdem die Position des saarländischen Bevollmächtigten des Saarlandes beim Bund inne. Becker lebte in Saarbrücken und setzte sich politisch unter anderem für den Wasserstraßenanschluss der Saar sowie für den privaten Rundfunk ein. Als Aufsichtsrat der Saarbrücker Zeitung (ab 1961) engagierte er sich für die Reprivatisierung des Verlags und für eine Mitarbeiterbeteiligung.
Er war Mitglied der katholischen Studentenverbindungen K.St.V. Vandalia Bonn und K.St.V. Borussia Königsberg.

## Ehrungen
- 1972: Großes Bundesverdienstkreuz
- 1980: Saarländischer Verdienstorden[1]